# Cheniménil
Cheniménil – miejscowość i gmina we Francji, w regionie Grand Est, w departamencie Wogezy.
Według danych na rok 1990 gminę zamieszkiwało 1131 osób, a gęstość zaludnienia wynosiła 122 osób/km² (wśród 2335 gmin Lotaryngii Cheniménil plasuje się na 336. miejscu pod względem liczby ludności, natomiast pod względem powierzchni na miejscu 647.).